# Jeong Seon-min
Jeong Seon-min (정선민?; Masan, 12 ottobre 1974) è un'ex cestista e allenatrice di pallacanestro sudcoreana, professionista nella WNBA.

## Carriera
È stata selezionata dalle Seattle Storm al primo giro del Draft WNBA 2003 (8ª scelta assoluta).
Con la Corea del Sud ha disputato tre edizioni dei Giochi olimpici (Atlanta 1996, Sydney 2000, Pechino 2008) e quattro dei Campionati mondiali (1994, 1998, 2002, 2010).